# 1658 en science
| Années de la science : 1655 - 1656 - 1657 - 1658 - 1659 - 1660 - 1661    |
| Décennies de la science : 1620 - 1630 - 1640 - 1650 - 1660 - 1670 - 1680 |

Cet article présente les faits marquants de l'année 1658 en science.

## Événements
- Le savant hollandais Jan Swammerdam fait la première description d'un globule rouge (du sang d'une grenouille) grâce au microscope[1].

- Christopher Wren démontre que la longueur d'une arche de cycloïde est égale à quatre fois le diamètre du cercle qui l'a générée[2].
- Le mot  « ordonnée » est utilisé pour la première fois par Blaise Pascal[3].

- Le navigateur hollandais Samuel Volckertzoon  fait la première description écrite du quokka à Rottnest Island[4].

## Publications
- Comenius : Orbis sensualis pictus (le Monde visible représenté).
- Kamalakara : Siddhanta tattva viveka, dans lequel il utilise les formules d'addition et de soustraction des fonctions trigonométriques sinus et cosinus.
- Blaise Pascal : De l’esprit géométrique.

## Naissances
- Février : Louis Liger (mort en 1717), agronome français.
- 5 mars : Antoine de Lamothe-Cadillac († 1730), explorateur français, fondateur en 1701 de la ville de Détroit (Michigan).
- 10 juillet : Luigi Ferdinando Marsigli (mort en 1730), scientifique et militaire italien.
- 21 juillet : Alexis Littré (mort en 1726), médecin anatomiste français.

## Décès
- 22 octobre : Charles Bouvard (né en 1572), médecin et chimiste français.